# Titularerzbistum Tarsus dei Greco-Melkiti
Tarsus dei Greco-Melkiti (ital.: Tarso dei Greco-Melkiti) ist ein Titularerzbistum der katholischen Kirche, das vom Papst an Titularerzbischöfe aus der mit Rom unierten Melkitischen Griechisch-Katholischen Kirche vergeben wird.
| Titularerzbischöfe von Tarsus dei Greco-Melkiti |                                                     |                                             |                   |                   |
| Nr.                                             | Name                                                | Amt                                         | von               | bis               |
| 1                                               | Ignazio Homsi                                       | Patriarchalvikar von Damaskus (Syrien)      | 12. Mai 1899      | 21. Februar 1926  |
| 2                                               | Dionisio Kfoury BS                                  | Weihbischof in Antiochien                   | 20. Juni 1927     | 11. März 1965     |
| 3                                               | Agapios Salomon Naoum BS                            | emeritierter Erzbischof von Tyros (Libanon) | 15. Oktober 1965  | 1. Mai 1967       |
| 4                                               | Athanasios Toutoungi                                | emeritierter Erzbischof von Aleppo (Syrien) | 6. März 1968      | 20. Februar 1981  |
| 5                                               | Gregor III. Laham BS Titularerzbischof pro hac vice | Weihbischof in Jerusalem (Palaestina)       | 9. September 1981 | 29. November 2000 |
| 6                                               | Joseph Absi SMSP                                    | Weihbischof in Antiochien (Syrien)          | 22. Juni 2001     | 22. Juni 2017     |
| 7                                               | Jean-Marie Chami                                    | Weihbischof in Antiochien (Syrien)          | 25. Juni 2022     |                   |